# Corvus crassirostris
Il corvo abissino, noto anche come corvo imperiale beccogrosso o corvo avvoltoio (Corvus crassirostris Rüppell, 1836) è un uccello passeriforme appartenente alla famiglia Corvidae.

## Etimologia
Il nome scientifico della specie, crassirostris, deriva dal latino e significa "dal becco rigonfio", in riferimento all'aspetto di questi uccelli.

## Descrizione

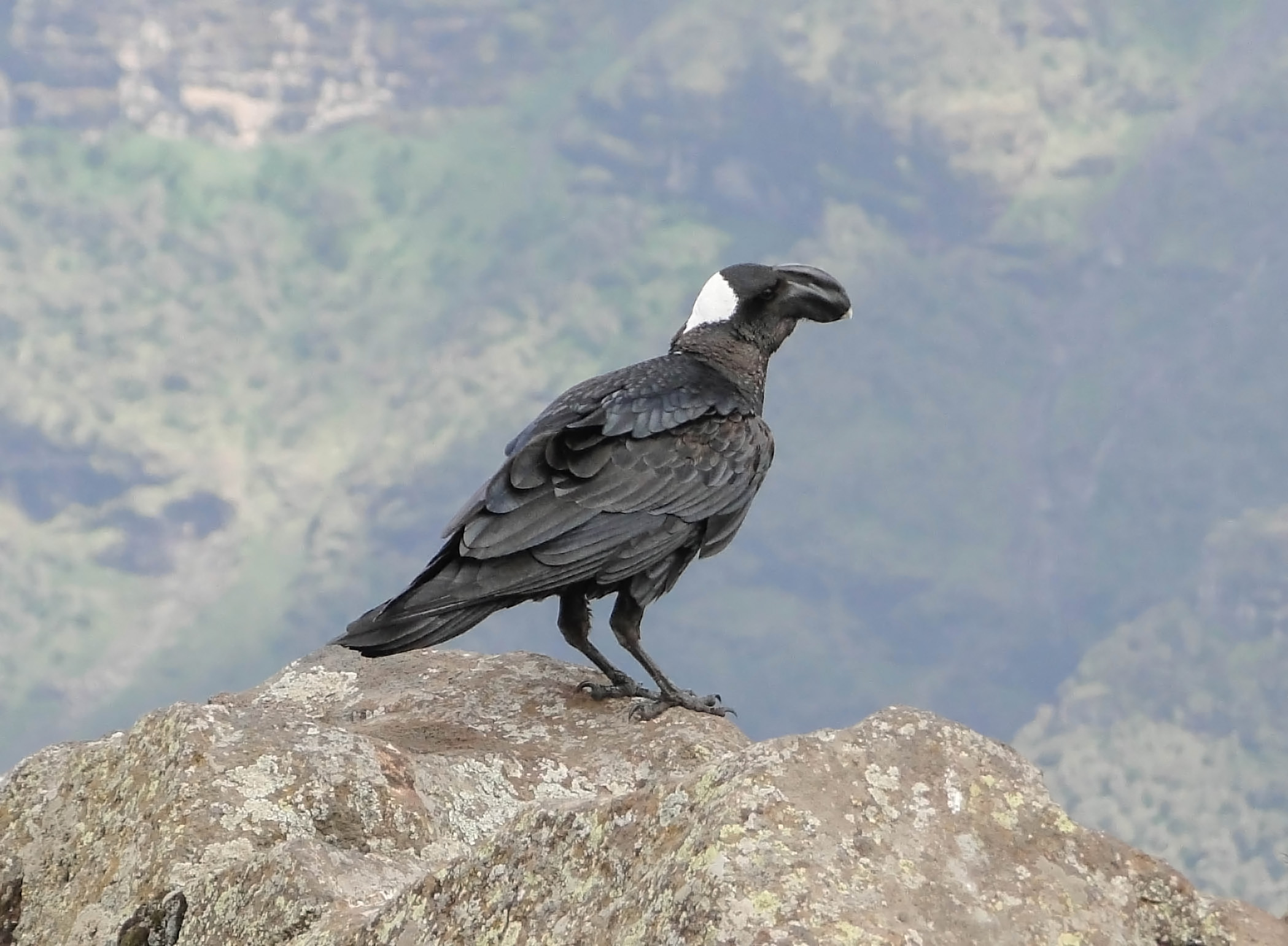
Esemplare nel parco nazionale del Semien.

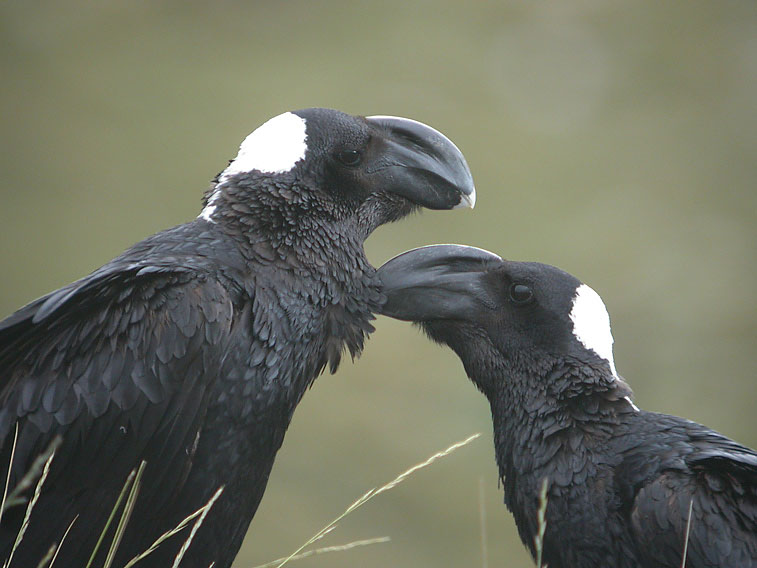
Primo piano di due esemplari.

### Dimensioni
Misura mediamente fra i 60 ed i 64 cm di lunghezza, per un peso di 1135 g ed un'apertura alare di circa 80 cm: tali valori rendono il corvo abissino uno dei passeriformi di maggiori dimensioni (primato conteso con le sottospecie più grandi del congenere corvo imperiale e coi maschi degli uccelli lira e di alcune specie di uccello del paradiso dalla lunga coda), e sicuramente il più pesante fra essi. A parità d'età, i maschi sono più grossi e pesanti anche di un terzo rispetto alle femmine, sfiorando il chilo e mezzo di peso.

### Aspetto
Si tratta di uccelli dall'aspetto robusto e slanciato, muniti di grossa testa arrotondata, collo allungato e robusto, lunghe ali digitate, zampe molto lunghe e forti e coda piuttosto corta (tanto che la punta delle remiganti primarie che supera la punta della coda quando l'animale è a riposo) e dall'estremità cuneiforme. Il corvo abissino è inconfondibile per la conformazione del becco: lungo e di singolare grossezza (coi suoi 8-9 cm è il becco più lungo fra i passeriformi in valore assoluto), massiccio ma compresso lateralmente, dal caratteristico aspetto rigonfio e fortemente ricurvo verso il basso, esso presenta inoltre due scanalature laterali che lo percorrono dalla puna alle narici, che sono nascoste da setole.

Nel complesso, il corvo abissino ricorda l'affine corvo collobianco africano, dal quale si distingue per il becco più massiccio, le maggiori dimensioni e la differente estensione del bianco cefalico.
Il piumaggio è molto fitto e piuttosto corto su testa e collo (mentre la gola presenta la copertura di barbe erettili tipica di molti corvi), dove assume inoltre un aspetto unto e decise sfumature di colore bruno: il resto del corpo è invece di colore nero lucido, con presenza di sfumature metalliche bluastre su ali, dorso e coda e violacee ai lati del collo e sulpetto. La nuca, ricoperta da piume corte e sericee, presenta una macchia piriforme di colore bianco, che dà un forte contrasto cromatico.
Le zampe sono nere, così come il becco, che presenta però la punta di colore biancastro: gli occhi sono invece di colore bruno scuro.

## Biologia
Si tratta di animali che conducono vita prevalentemente solitaria o di coppia: possono tuttavia formare gruppetti in aree nelle quali il cibo è particolarmente abbondante, ma in ogni caso tali gruppi non sono molto stabili, e si disgregano facilmente una volta terminati i pasti. Le sue abitudini ed il suo stile di vita ricalcano da vicino quelle del suo equivalente europeo, il corvo imperiale: questi uccelli, infatti, passano la maggior parte della giornata alla ricerca di cibo in volo o al suolo, facendo poi ritorno durante le ore più calde della giornata e verso il tramonto su posatoi sopraelevati (alberi isolati, rocce, dirupi o edifici dimessi) dove potersi riposare al riparo dalle intemperie e da eventuali predatori.
Il richiamo del corvo abissino è inconfondibile: profondo e nasale (anche se insospettabilmente acuto per uccelli di queste dimensioni), vagamente ronzante, spesso consta di due sillabe, la seconda delle quali viene prolungata ed è discendente. Spesso le coppie vocalizzano assieme.

### Alimentazione

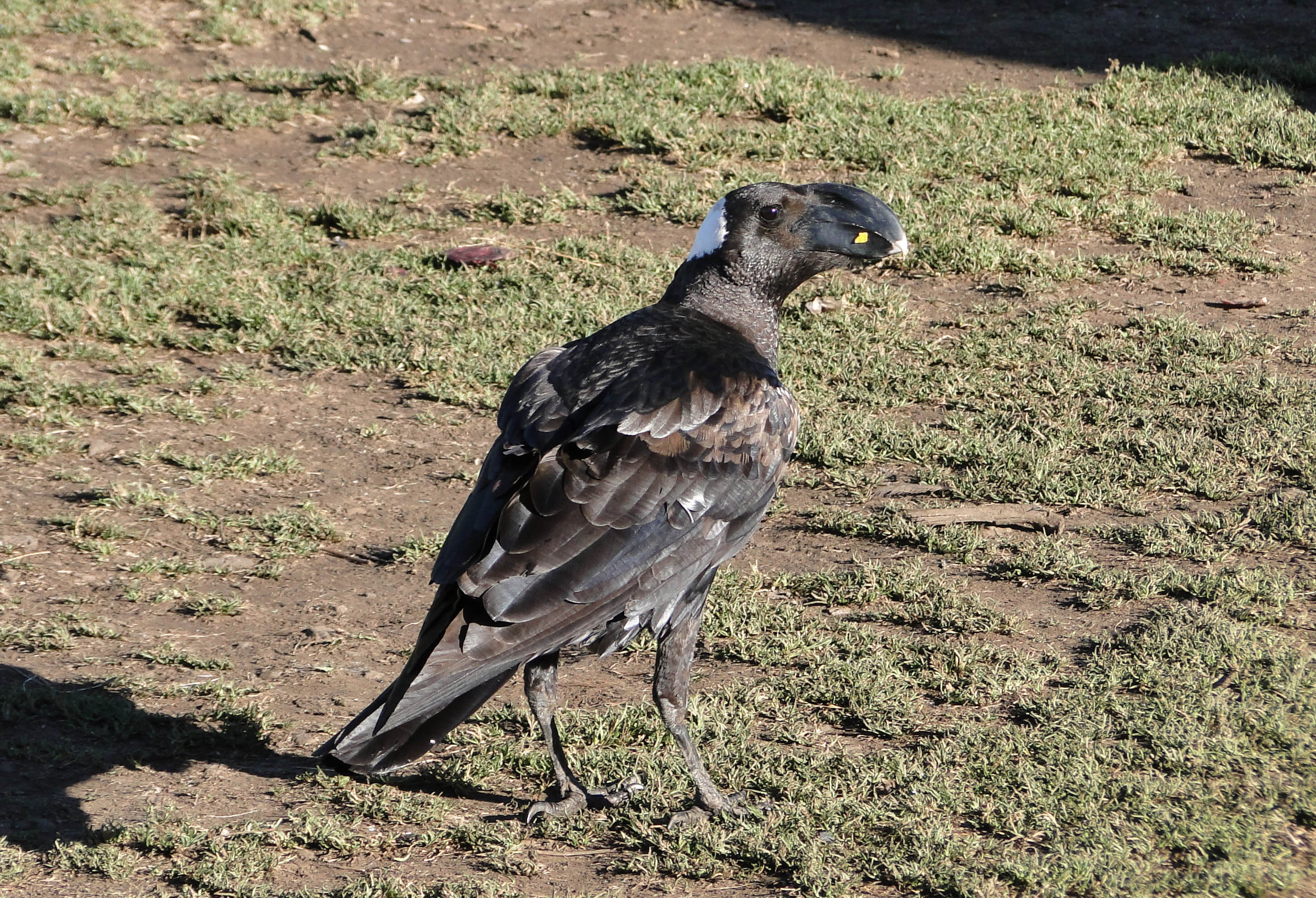
Esemplare si ciba al suolo.

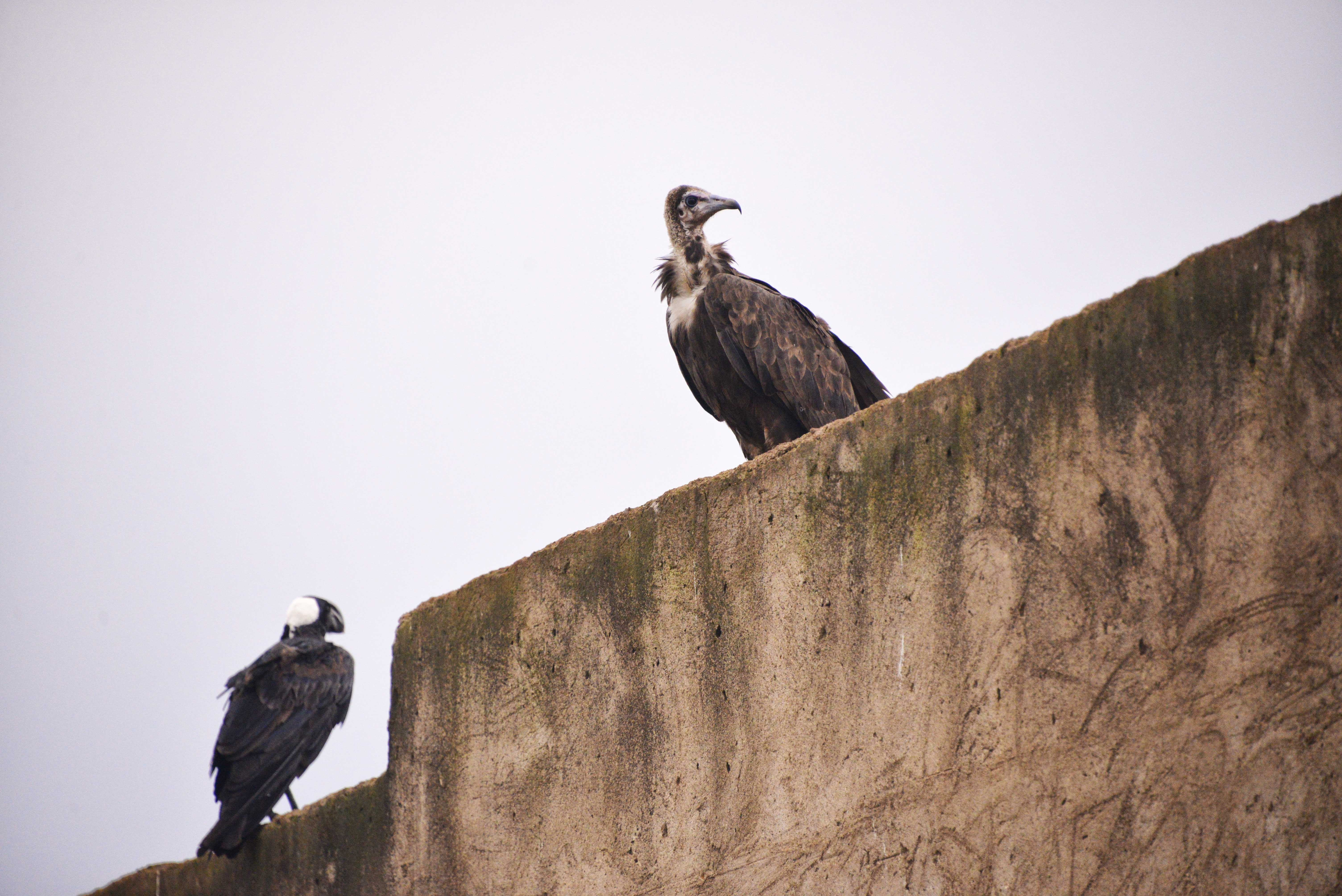
Esemplare (in basso a sinistra) con un capovaccaio pileato a Gimma.

Il corvo abissino è una  specie onnivora, sebbene qualora sia possibile incentra la propria dieta su alimenti di origine animale: si nutre infatti principalmente di carogne e dei piccoli animali saprofagi ad esse associati, così come d'insetti ed altri invertebrati che cerca nelle pile di escrementi (dove reperisce anche i resti di cibo parzialmente digerito) effettuando particolari movimenti laterali della testa, piccoli vertebrati, uova ed anche animali di una certa taglia, come lepri e pollame, che vengono predati attivamente e finiti a colpi di becco. Solo sporadicamente l'animale mangia anche alimenti di origine vegetale, come bacche e frutta.
Questi uccelli possono talvolta essere avvistati nei pressi dei villaggi e degli insediamenti urbani, dove reperiscono abbondanti quantità di nutrimento nelle aree coltivate e frugando fra i rifiuti.

### Riproduzione

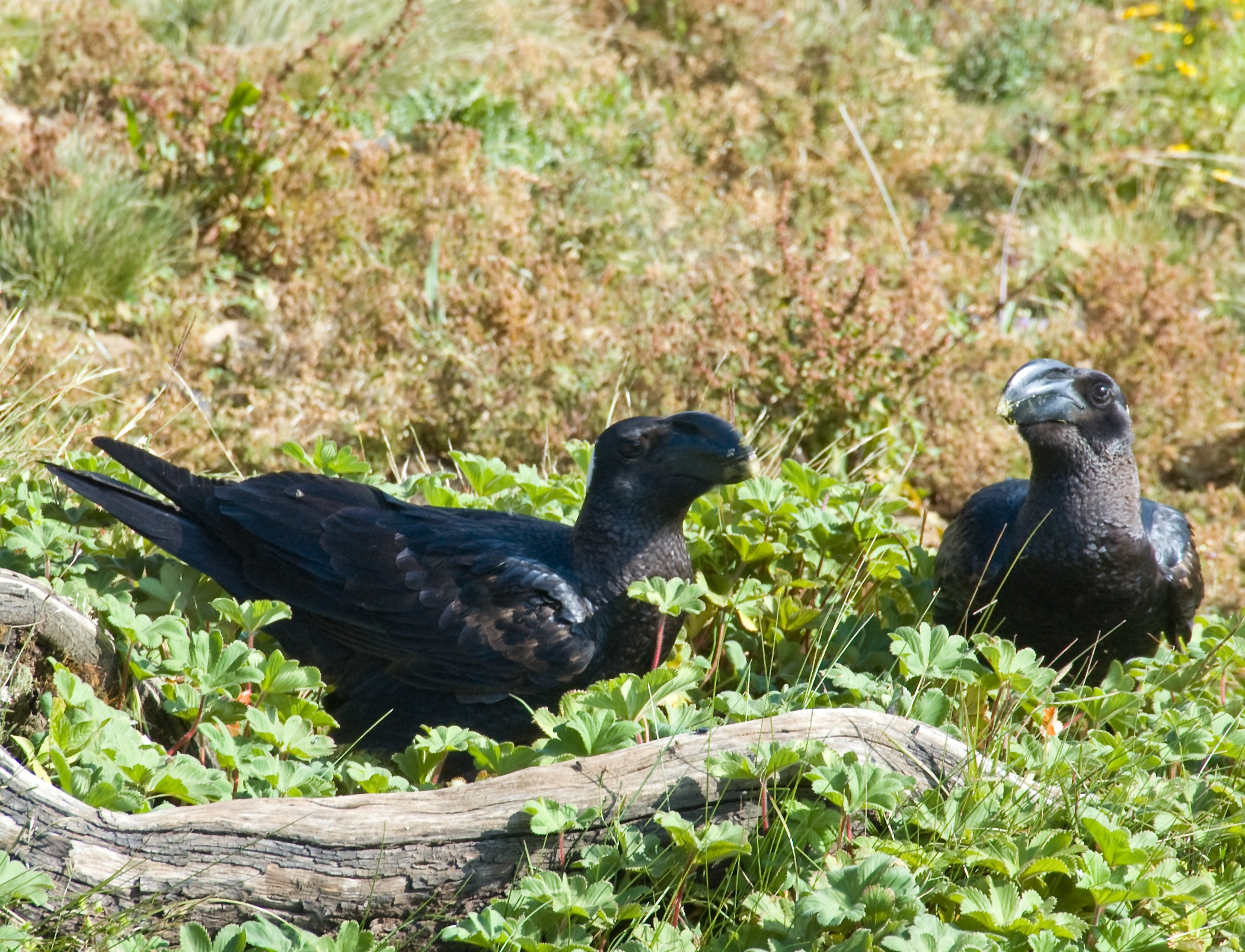
Coppia al suolo in Etiopia.

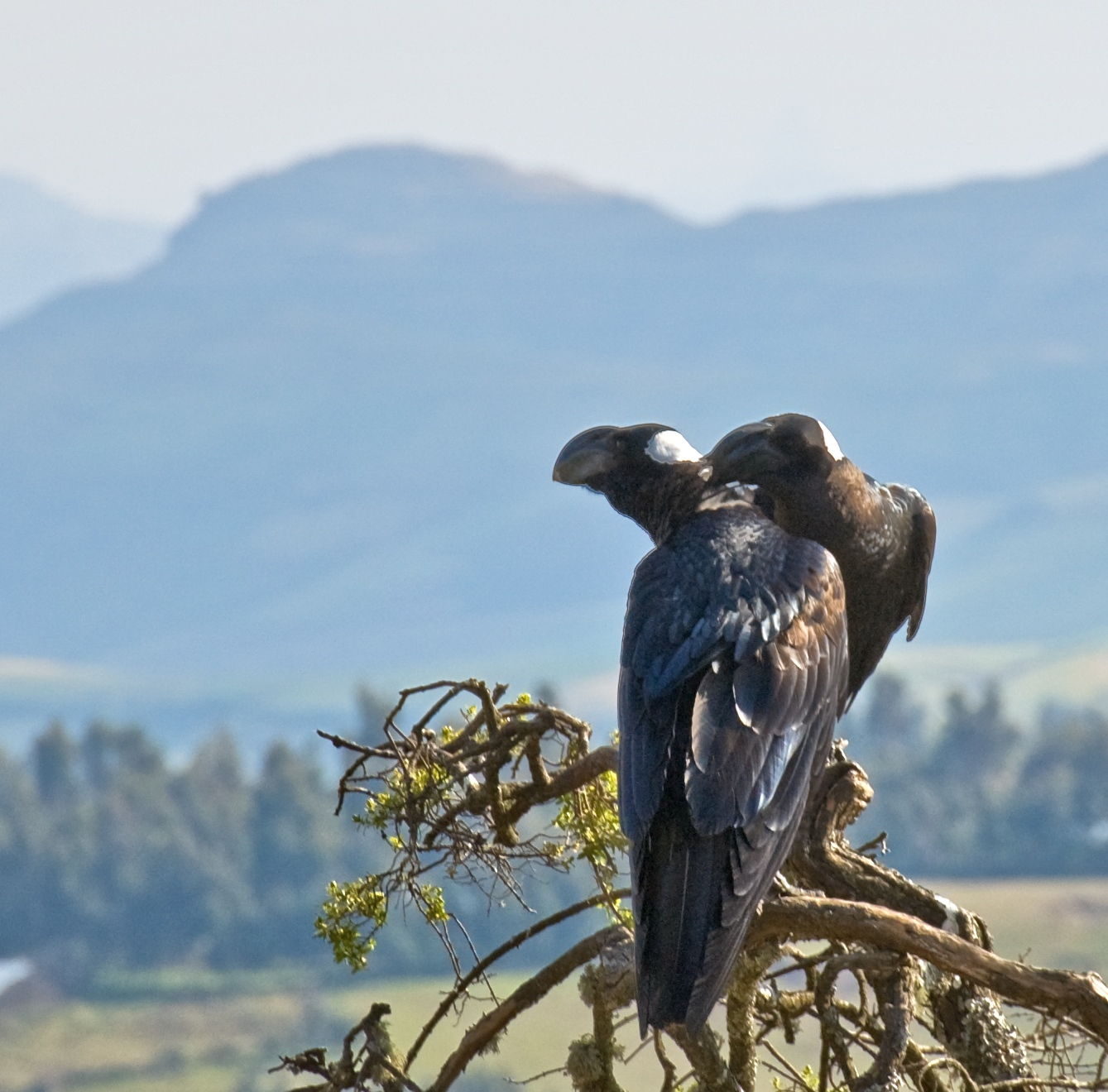
Coppia effettua il grooming.

Il periodo riproduttivo comincia verso il mese di ottobre, protraendosi fino ad aprile-maggio: i corvi abissini sono rigidamente monogami e le coppie, formatesi attorno al secondo anno di vita, rimangono insieme per tutta la vita, a meno che non sopraggiunga precocemente la morte di uno dei due partner.
Il nido è a forma di coppa ed è costituito da uno strato esterno di ramoscelli, che vanno via via assottigliandosi man mano che si procede verso la cavità interna, foderata con materiale più soffice (come muschio e pelo di animali).

All'interno del nido la femmina depone da 3-5 uova di colore verdino con macchiettature brune, che vengono covate unicamente da questa per tre settimane, mentre il maschio provvede alla sua alimentazione e alla difesa del nido, scacciando vigorosamente eventuali intrusi percepiti come un pericolo per la compagna in incubazione (come il gufo reale di Verreaux.

I piccoli nascono implumi e ciechi, e vengono alimentati da ambedue i genitori per i primi due mesi di vita, dopo i quali solitamente si involano, sebbene tendano a rimanere coi genitori ancora per molto tempo dopo il raggiungimento dell'indipendenza (a volte anche fino alla successiva stagione degli amori).

## Distribuzione e habitat

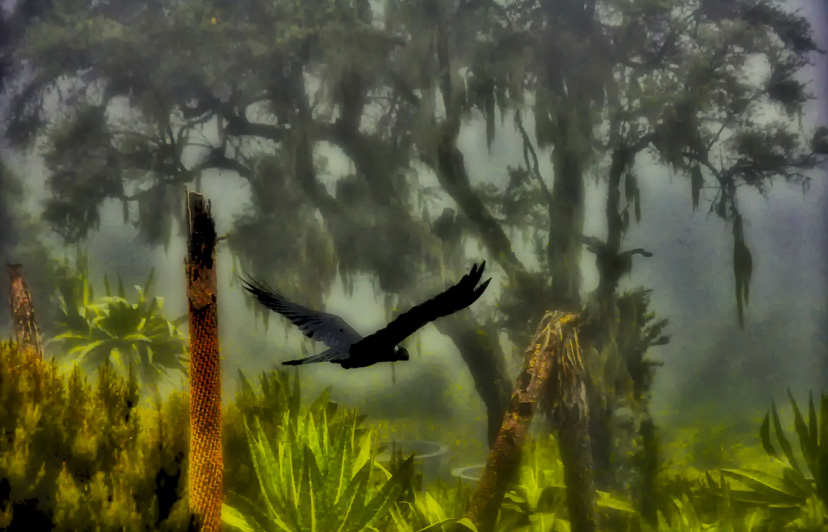
Esemplare in volo nel parco nazionale del Semien.

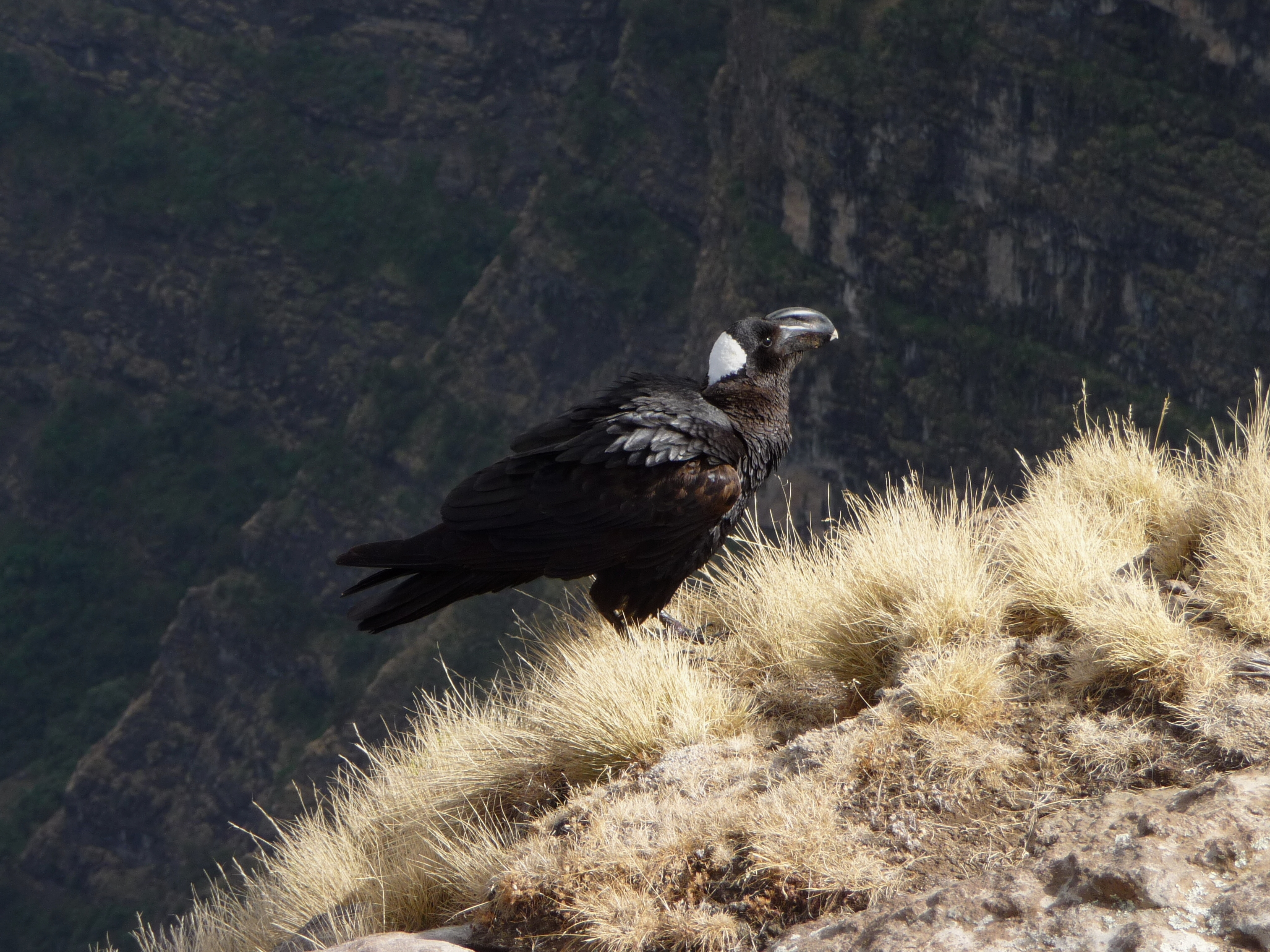
Esemplare sui monti Semien.

Come intuibile dal nome comune, il corvo abissino popola il Corno d'Africa, essendo diffuso in gran parte dell'Etiopia (della quale occupa la porzione meridionale, centrale, occidentale e settentrionale, mentre manca dall'Ogaden), oltre che nel nord-ovest dell'Eritrea (mentre gli avvistamenti in Dancalia non sarebbero confermati) ed in Somalia nord-occidentale. Avvistamenti isolati sono avvenuti anche nelle estremità nord-orientale e sud-orientale del Sudan del Sud.
L'habitat di questi uccelli è rappresentato dalle aree montane fra i 1500 ed i 3400 m di quota: i corvi abissini colonizzano sia le aree prative con cespugli o alberi isolati che le aree di foresta primaria e secondaria con presenza di spiazzi aperti e radure, spingendosi talvolta in prossimità di aree antropizzate, come aree coltivate o le periferie di villaggi e centri abitati.

## Tassonomia
La specie, monotipica, è sorella dell'affine corvo collobianco africano, col quale forma un clade all'interno del genere Corvus che secondo alcuni andrebbe espresso come genere a sé stante col nome di Corvultur.